# 洪文达
洪文达（1923年8月2日—2014年2月5日）是一位中国经济学家。

## 生平
1923年出生于江苏省南京市，籍贯安徽泾县。1945年毕业于西北大学经济学系，1950年毕业于复旦大学经济研究所研究生班。之后供职于华东财经委员会、沪江大学和上海财经学院。1954年，调华东纺织工学院任教。1956年，任教于复旦大学，创建世界经济系，担任教授、系主任。1987年兼任复旦大学经济学院院长。